# Rodolfo Gómez
Rodolfo Gómez Orozco (né le 30 octobre 1950 à Mexico) est un athlète mexicain spécialiste du marathon. Il a participé à trois éditions des Jeux olympiques de 1976 à 1984. Il remporte le Marathon de Rotterdam en 1982, et la même année, finit deuxième du Marathon de New York, derrière Alberto Salazar qui le remporte pour la troisième fois d'affilée.

## Biographie

### Palmarès
| Date | Compétition                                      | Lieu     | Résultat | Épreuve  | Performance     |
| ---- | ------------------------------------------------ | -------- | -------- | -------- | --------------- |
| 1971 | Championnats d'Amérique centrale et des Caraïbes | Kingston | 2e       | 5 000 m  | 14 min 25 s 8   |
| 1975 | Championnats d'Amérique centrale et des Caraïbes | Ponce    | 1er      | 10 000 m | 30 min 05 s 9   |
| 1975 | Jeux panaméricains                               | Mexico   | 3e       | 5 000 m  | 14 min 5 s 25   |
| 1975 | Jeux panaméricains                               | Mexico   | 2e       | 10 000 m | 29 min 21 s 22  |
| 1976 | Jeux olympiques d'été                            | Montréal | 19e      | Marathon | 2 h 18 min 21 s |
| 1977 | Championnats d'Amérique centrale et des Caraïbes | Xalapa   | 1er      | 5 000 m  | 14 min 04 s 9   |
| 1977 | Championnats d'Amérique centrale et des Caraïbes | Xalapa   | 2e       | 10 000 m | 30 min 17 s 5   |
| 1978 | Jeux d'Amérique centrale et des Caraïbes         | Medellín | 1er      | 5 000 m  | 13 min 55 s 08  |
| 1978 | Jeux d'Amérique centrale et des Caraïbes         | Medellín | 1er      | 10 000 m | 29 min 34 s 64  |
| 1979 | Jeux panaméricains                               | San Juan | 3e       | 5 000 m  | 14 min 05 s 0   |
| 1979 | Jeux panaméricains                               | San Juan | 1er      | 10 000 m | 29 min 02 s 4   |
| 1980 | Jeux olympiques d'été                            | Moscou   | 6e       | Marathon | 2 h 12 min 39 s |

### Records
| Épreuve  | Performance     | Lieu  | Date            |
| -------- | --------------- | ----- | --------------- |
| Marathon | 2 h 09 min 12 s | Tokyo | 13 février 1983 |